# Enyaliinae
Enyaliinae is een onderfamilie van hagedissen die behoort tot de familie Leiosauridae.

## Naam en indeling
De wetenschappelijke naam van de groep werd voor het eerst voorgesteld door Darrel Richmond Frost, Richard Emmett Etheridge, Daniel Janies en Tom A. Titus in 2001. Lange tijd werd de groep als onderfamilie van de anolissen (Dactyloidae) gezien, waarvan ze afstammen en ook sterk op lijken.
De onderfamilie wordt verdeeld in drie geslachten en zestien soorten. 

## Verspreiding en habitat
De soorten komen voor in delen van Zuid-Amerika en leven in de landen Argentinië, Bolivia, Brazilië, Ecuador, Paraguay en Uruguay

## Geslachten
De onderfamilie omvat de volgende soorten, met de auteur en het verspreidingsgebied.
| Naam        | Auteur                 | Verspreidingsgebied                     |
| ----------- | ---------------------- | --------------------------------------- |
| Anisolepis  | Boulenger, 1885        | Brazilië, Argentinië, Paraguay, Uruguay |
| Enyalius    | Wagler, 1830           | Brazilië, Ecuador, Uruguay              |
| Urostrophus | Duméril & Bibron, 1837 | Argentinië, Bolivia, Brazilië           |